# マンピーのG★SPOT
「マンピーのG★SPOT」（マンピーのジー・スポット）は、サザンオールスターズの楽曲。自身の35作目のシングルとして、タイシタレーベルから8cmCD・カセットテープで1995年5月22日に発売された。
2005年6月25日には12cmCDで再発売されている。2014年12月17日からはダウンロード配信、2019年12月20日からはストリーミング配信が開始されている。

## 背景・音楽性
前作「クリスマス・ラブ (涙のあとには白い雪が降る)」以来1年半振りに発売されたシングル。長期休養していた関口和之は本作から復帰している。
タイトルからいわゆる「エロ曲」と位置付けられており、ファンや識者など一部の間では「シュラバ★ラ★バンバ SHULABA-LA-BAMBA」と「エロティカ・セブン EROTICA SEVEN」に並ぶ『エロス3部作』と呼称される事もある。

## アートワーク
ジャケットのデザインは信藤三雄が担当しており、タイトルの「G★SPOT」を「爺さんが集まったスポット」と洒落たものが由来である。

## 収録曲
- 収録時間：8:14

1. マンピーのG★SPOT (4:13)
（作詞・作曲：桑田佳祐 / 編曲：サザンオールスターズ）
日本テレビ系バラエティ番組『TVおじゃマンモス』エンディングソング[7]。
比喩表現を用いてエロティックな情景と心情を描いており[10]、ブルース経由のギターリフを軸にしたロック・サウンドに仕上がっている[1]。桑田は仮歌の段階からサビの歌詞を「マンピーの～」と歌っていたという[11]。1995年5月24日放送のフジテレビ系列音楽番組『TK MUSIC CLAMP』ではタイトルのことを「失敗だった」「ほかのフレーズを探したが出てこなかった」と述べている[11]。「芥川龍之介がスライを聴いて“お歌が上手”とほざいたという」という歌詞は「偏狭な文学性だけで音楽の肉体性を捉えようとすることの滑稽さ」を表現しているという解釈がある[10]。
ベスト・アルバム『HAPPY!』のCMソングでもあり[12]、ミュージック・ビデオは未収録であるが、CMはDVD『ベストヒットUSAS (Ultra Southern All Stars)』に収録されている。
ライブでは本編のラストで披露される事が非常に多い。MVでの桑田の格好に派生する形で加藤茶風のかつら（通称「マンヅラ」）[13]をかぶって歌唱することが定着し、回を重ねるたびに趣向を凝らしたものになった[14]。2013年のスタジアム・ツアーのタイトル『灼熱のマンピー!! G★スポット解禁!!』は無論、この曲に由来するもので、桑田は「教育みたいなもの」[15]「下衆の極み」[16]と述べている。このライブではマツタケとアワビに似立てた神輿が登場し、曲が終了するとステージ中央で鉢合わせて、性交の真似をするという、サザン史上で最も過激な演出があった。これらは「思想やメッセージではないことをする」「コンプライアンスをぶっ飛ばす」という意図で行ったもので、スタッフも真剣に神輿を設計していたという[17]。原由子はこの演出に対して「いいのかな～?」と陰ながら懸念を示していたことをのちに野沢秀行が証言している[18]。
発売から25年後の2020年12月21日〜12月27日集計の全国ラジオオンエアチャート（プランテック調べ）で1位を獲得した[19]。
チーム・アミューズ!!名義で発表した「Let's try again」では、福山雅治と岡野昭仁、比嘉栄昇（BEGIN）がカバーしており、ミュージック・ビデオでは3人がマイクを奪い合いながら本楽曲を1フレーズずつ歌っている[20]。
aikoは2012年8月30日にサザンビーチちがさきで行われた野外フリーライブ「Love Like Aloha vol.4」で桑田に許可を取った上で本楽曲と「波乗りジョニー」をカバーした[21]。
有働由美子はこの曲を「エロいのにベタベタしてない」と評し、好きであることを述べている[22]。
2. メリージェーンと琢磨仁 (4:01)
（作詞・作曲：桑田佳祐 / 英語補作詞：Tommy Snyder / 編曲：サザンオールスターズ / 管編曲：山本拓夫）
メリー・ジェーンはつのだ☆ひろの楽曲。琢磨仁はサザンとも関わりのあるベーシストで、KUWATA BANDにも参加している。

## 参加ミュージシャン
- 桑田佳祐:Vocal, Guitar(#1,2)
- 大森隆志:Guitar(#1,2)
- 原由子:Keyboards(#1,2)、Chorus(#1)
- 関口和之:Bass(#1,2)
- 松田弘:Drums(#1,2)
- 野沢秀行:Percussion(#1,2)

- マンピーのG★SPOT
  - 山本拓夫:Sax
  - 角谷仁宣:Computer Programming
- メリージェーンと琢磨仁
  - 山本拓夫:Sax
  - 角谷仁宣:Commputer Programming
  - 荒木敏男:Trumpet
  - 高安錬太郎:Computer Programming

## 収録アルバム
| 曲名                   | 作品名     | 備考                             |
| ---------------------- | ---------- | -------------------------------- |
| マンピーのG★SPOT       | HAPPY!     | 数量限定商品のため、現在は廃盤。 |
| マンピーのG★SPOT       | 海のYeah!! |                                  |
| メリージェーンと琢磨仁 | HAPPY!     | 数量限定商品のため、現在は廃盤。 |

## ミュージック・ビデオ収録作品
| 曲名                   | 作品名                                      | 備考                       |
| ---------------------- | ------------------------------------------- | -------------------------- |
| マンピーのG★SPOT       | SPACE MOSA 〜SPACE MUSEUM OF SOUTHERN ART〜 | 一部のみ収録。現在は廃盤。 |
| メリージェーンと琢磨仁 | 未収録                                      |                            |

## ライブ映像作品
| 曲名                   | 作品名                                                                                                  | 備考 |
| ---------------------- | --- | --- |
| マンピーのG★SPOT       | ホタル・カリフォルニア                                                                                  | |
| マンピーのG★SPOT       | 平和の琉歌 〜Stadium Tour 1996 "ザ・ガールズ万座ビーチ" in 沖縄〜                                       | DVD版のエクストラメニュー「Stadium Tour 1996 "ザ・ガールズ万座ビーチ"」に一部のみ収録                        |
| マンピーのG★SPOT       | 1998 スーパーライブ in 渚園                                                                             | |
| マンピーのG★SPOT       | SUMMER LIVE 2003「流石だスペシャルボックス」胸いっぱいの “LIVE in 沖縄” & 愛と情熱の “真夏ツアー完全版” | |
| マンピーのG★SPOT       | ベストヒットUSAS (Ultra Southern All Stars)                                                             | 2000年に茅ヶ崎で行われた『サザンオールスターズ 茅ヶ崎ライブ』でのライブテイク。映像はWOWOWで放送されたもの。 |
| マンピーのG★SPOT       | 真夏の大感謝祭 LIVE                                                                                     | |
| マンピーのG★SPOT       | 桑田佳祐の音楽寅さん 〜MUSIC TIGER〜 あいなめBOX                                                        | 桑田佳祐ソロ名義の作品。DISC 3「♯14 海の日 LIVE 延長線! 〜あの日の寅さん ユースケ目線〜」に収録。            |
| マンピーのG★SPOT       | SUPER SUMMER LIVE 2013 「灼熱のマンピー!! G★スポット解禁!!」 胸熱完全版                                 | |
| マンピーのG★SPOT       | おいしい葡萄の旅ライブ –at DOME & 日本武道館-                                                           | |
| マンピーのG★SPOT       | LIVE TOUR 2019 “キミは見てくれが悪いんだから、アホ丸出しでマイクを握ってろ!!” だと!? ふざけるな!!       | |
| マンピーのG★SPOT       | 茅ヶ崎ライブ2023                                                                                        | |
| マンピーのG★SPOT       | THANK YOU SO MUCH                                                                                       | 完全生産限定盤のスペシャルディスクに収録。『ROCK IN JAPAN FESTIVAL 2024 in HITACHINAKA』での歌唱シーン。     |
| メリージェーンと琢磨仁 | 未収録                                                                                                  | |

## カバー
マンピーのG★SPOT
- 1996年：李国祥 - 北京語でカバーした曲「愛太多」が『離愛出走』に収録。
- 2016年：渋谷すばる - カバーアルバム『歌』に収録[23]。